# Напад на аеродрому Домодедово 2011.
Терористички напад на аеродрому Домодедово 2011. године био је самоубилачки терористички напад са употребом снажних експлозивних средстава. К њему је дошло 24. јануара, кратко после 16:30 месног времена (14:30 средњоевропског времена) на најпрометнијем московском аеродрому Домодедово које се налази недалеко истоименог града у Московској области. На основу првих налаза атентат су извршили исламски терористи из Дагестана и Чеченије, али нису искључене ни друге верзије.